# 생활
생활(生活)은 사람이 생명을 유지하고 살기 위해서 행하는 필수적인 활동이다. 생활은 일상 생활과 같은 의식주 활동 외에도 일, 여가를 취하고 상호 작용에 적극적인 의미를 발견하는 행위, 직업 생활과 사적 생활, 사회 생활 등의 모든 것을 말한다. 또한, 일상은 독신인지, 아니면 가족이 있는지에 따라 달리지기도 한다.
생활의 또 다른 말인 의식주(衣食住)는 사람이 사는 데 필요한 의복, 식품, 주거 공간을 의미하며 생활에 필수적이다. 생활의 기본 줄기가 되는 것이다.

## 생활의 3분야

### 집 안과 밖의 관계
- 직장 생활 - 직업 선택 취업 출향 실업
- 사회 생활 - 지역 사회와의 관계 커뮤니티
- 가정 생활 - 육아와 부모의 간호

### 가정의 인간 관계
- 부부 생활
- 친자 관계
- 형제 자매 관계

## 생활의 구성 요소
- 의류 - 의복(衣服) 혹은 의상(衣裳)은 사람이 몸 위에 입는, 천이나 가죽 등으로 된 물건이다. 추위와 더위를 막고 몸을 보호하는 기능을 하며, 대부분 직물이나 가죽으로 만든다. 방한복, 방열복, 잠수복, 방탄복, 갑옷 등 필요에 따라 다양한 기능을 갖춘 옷을 입기도 한다.
- 커뮤니케이션 - 담소, 가족 단란
- 여가 - 스포츠, 레저, 여행 등으로 대표되는, 일반적인 취미
- 노동 - 직업을 가지고 일함
- 거주 - 거주, 주거를 자신다운 공간으로 만들기
- 연애/결혼 - 연애, 결혼, 배우자
- 출산/육아 - 아이를 낳고 기르고 교육
- 부양 - 부모님에 대한 건강 유지 및 증진
- 장례식 - 죽음에 대한 행사
- 신앙 - 무언가 스스로 신 등을 믿으며 종교 생활을 함
- 교육 - 또는 가르침은 사람이 살아가는 데 필요한 지식이나 기술 등을 가르치고 배우는 활동
- 경제 - 재화를 생산하고 소비하는 인간행위를 말한다
- 건강 - 완전한 육체적, 정신적 및 사회적 복리의 상태를 뜻하고, 단순히 질병 또는 병약이 존재하지 않는 것이 아니다
- 주거 - 일정한 곳에 머무는 것
- 식사 - 특정한 시간에 특정한 음식을 먹는 것

## 같이 보기
- 일상생활
- 고령화